# Aenne Gehling
Aenne Gehling (* 8. April 1901 in Essen-Altenessen; † 24. März 1984 ebenda) war eine deutsche Politikerin (CDU). Sie war von 1954 bis 1962 Mitglied des Landtags von Nordrhein-Westfalen.

## Leben
Aenne Gehling war Tochter eines Teekaufmanns. Sie besuchte das Oberlyzeum in Lüdinghausen und St. Mauritz und erwarb die Lehrbefähigung für das Lehramt an Volksschulen. Später kam die Prüfung für das Lehramt an Höheren Schulen hinzu. Zunächst blieb sie wegen Überfüllung dieser Laufbahn ohne Anstellung. Aus diesem Grund übernahm sie ab 1927 eine Tätigkeit bei einem Sozialversicherungsträger.
Von 1931 bis 1935 war sie als Geschäftsführerin einer Fachinnungskrankenkasse beschäftigt, anschließend wurde sie bis zur Pensionierung Abteilungsleiterin bei der Innungskrankenkasse der Kreishandwerkerschaft Essen.
Gehling trat zum 1. Januar 1946 der CDU bei, sie war Mitglied des Essener CDU-Kreisvorstandes und von 1956 bis 1970 Erste Vorsitzende des Frauenausschusses der CDU Essen. Zudem war sie Vorsitzende des Bürgerausschusses Altenessen. Gehling wurde in der dritten Wahlperiode über die CDU-Landesliste in den nordrhein-westfälischen Landtag gewählt, in der vierten Wahlperiode schaffte sie den Einzug in den Landtag als Direktkandidatin der CDU im Wahlkreis 64 (Essen V). Sie war Abgeordnete vom 13. Juli 1954 bis zum 20. Juli 1962. Im Rat der Stadt Essen war sie von 1964 bis 1969 Mitglied.
Aenne Gehling wurde auf dem Altenessener Nordfriedhof beigesetzt.

## Ehrungen
Aenne Gehling wurde am 1. Februar 1973 das Bundesverdienstkreuz 1. Klasse verliehen.